# قباد شروانشاه
قباد شروانشاه سیزدهمین شاه شروان بود. او دور شماخی یک دیوار دفاعی مستحکم ساخت تا آن منطقه را از تهاجمات ترکان اغوز محافظت کند. وی ۶ سال حکومت کرد و با مرگش در ۱۰۴۹ میلادی، علی سوم جانشینش شد.